# T. J. Brennan
Terrance James „T. J.“ Brennan (* 3. April 1989 in Willingboro, New Jersey) ist ein US-amerikanischer Eishockeyspieler, der seit Juli 2025 beim slowenischen Klub HK Olimpija Ljubljana aus der ICE Hockey League unter Vertrag steht und dort auf der Position des Verteidigers spielt. Zuvor absolvierte Brennan unter anderem über 740 Spiele in der American Hockey League (AHL). Darüber hinaus bestritt er 53 Partien für die Buffalo Sabres, Florida Panthers und Toronto Maple Leafs in der National Hockey League (NHL).

## Karriere
T. J. Brennan begann seine Karriere in einer unterklassigen Juniorenliga im Bundesstaat Pennsylvania, bevor er im Jahr 2006 zu den St. John’s Fog Devils in die Ligue de hockey junior majeur du Québec, eine der drei höchsten kanadischen Juniorenligen, wechselte. In seiner Rookiesaison 2006/07 konnte er sich mit 16 Toren und 41 Punkten sofort als offensiver Verteidiger in der Mannschaft etablieren und wurde schließlich mit dem Trophée Raymond Lagacé als bester defensiver Rookie der Liga ausgezeichnet. Im NHL Entry Draft 2007 wurde er in der zweiten Runde an insgesamt 31. Position von den Buffalo Sabres ausgewählt. In der folgenden Saison gelang es dem Verteidiger, seine Punktausbeute exakt zu wiederholen, allerdings zeigte er mit einer Plus/Minus-Bilanz von −15 auch Schwächen im Defensivbereich. Nachdem die St. John’s Fog Devils am Ende der Saison nach Montreal umgesiedelt wurde, wechselte auch Brennan zur neuen Mannschaft, die Club de hockey junior de Montréal genannt wurde. Dort verbrachte er noch eine Saison, in der er sowohl die Anzahl seiner Vorlagen als auch seine Plus/Minus-Bilanz steigern konnte. Allerdings erzielte der Verteidiger in der Saison nur noch fünf Tore.

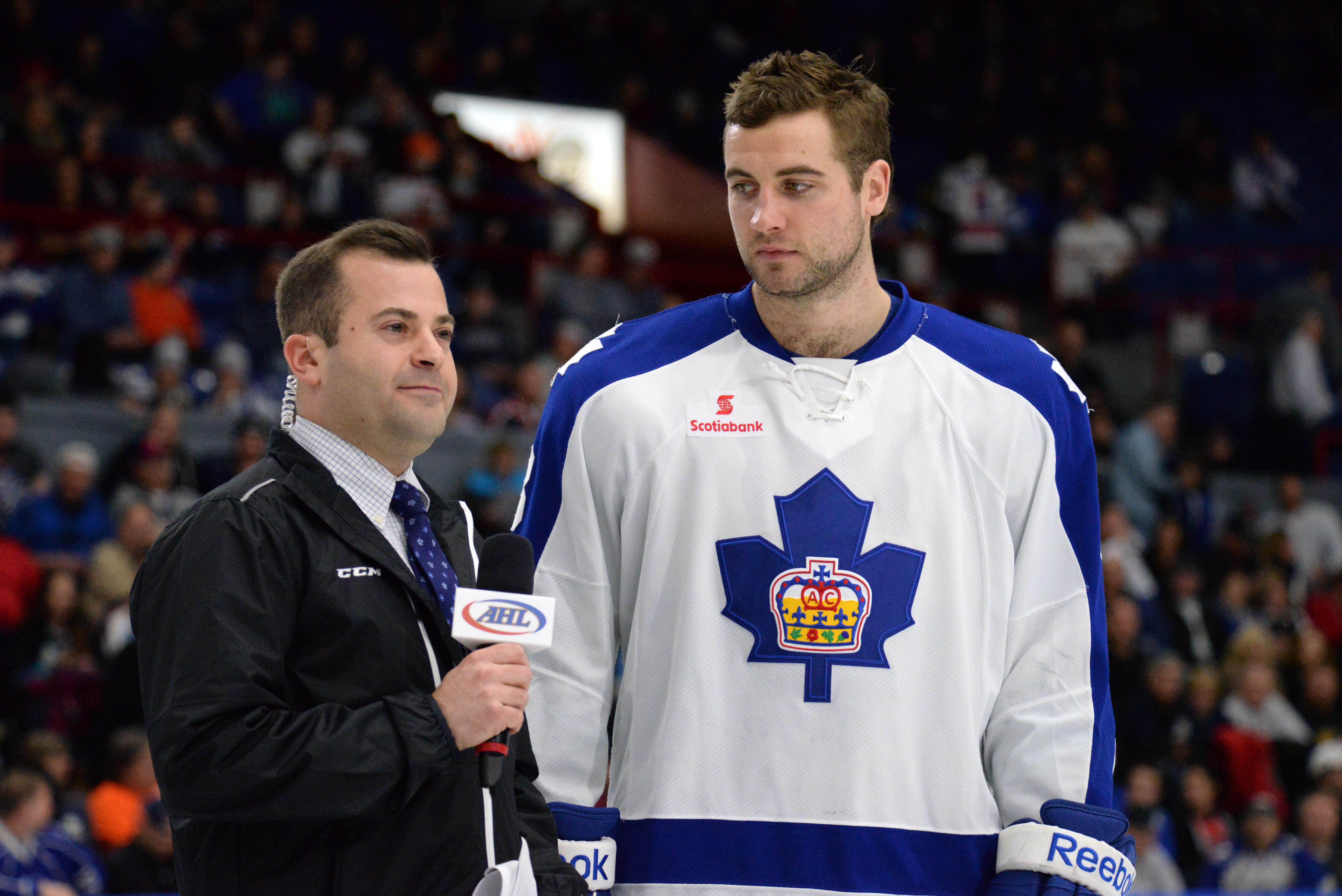
Brennan im Trikot der Toronto Marlies (2016)

Im April 2009 unterzeichnete Brennan einen Einstiegsvertrag über drei Jahre mit den Buffalo Sabres und wechselte daraufhin zur Saison 2009/10 zu den Portland Pirates, dem Farmteam der Sabres, in die American Hockey League. Nachdem er sich am Ende der Saison einen Stammplatz im Kader der Pirates erarbeitet hatte, verbesserte er in der folgenden Saison auch seine Offensivstatistiken und erzielte so 2010/11 in insgesamt 72 Einsätzen 15 Tore. Zudem gewann er mit den Pirates die Emile Francis Trophy als beste Mannschaft der Atlantic Division, allerdings scheiterte das Team in der zweiten Runde der Play-offs. Auch die Saison 2011/12 begann T. J. Brennan zunächst beim neuen AHL-Partner der Sabres, den Rochester Americans. Im November 2011 wurde er schließlich in den NHL-Kader der Buffalo Sabres berufen und gab sein Debüt gegen die Boston Bruins. Dabei gelang dem Verteidiger auch sein erstes NHL-Tor, als er mit einem Schlagschuss das zwischenzeitliche 3:1 erzielte. Während des Lockouts in der NHL, das den Beginn der nächsten Saison bis Januar 2013 verzögerte, spielte Brennan zunächst weiter in Rochester und wurde dabei zum Assistenzkapitän ernannt. In 36 Einsätzen konnte Brennan 35 Scorerpunkte erzielen und war damit zweitbester Scorer unter den Verteidigern der Liga. Gleichzeitig war er mit 14 Treffern auch der erfolgreichste Verteidiger-Torschütze der Americans.
Am 15. März 2013 wurde Brennan im Tausch für ein Fünftrunden-Wahlrecht im NHL Entry Draft 2013 an die Florida Panthers abgegeben. Im Juni 2013 transferierten ihn die Panthers im Austausch für Bobby Butler zu den Nashville Predators. Im Juli 2013 unterzeichnete er einen Einjahresvertrag bei den Toronto Maple Leafs. Im September 2013 wurde Brennan dann an das AHL-Farmteam, die Toronto Marlies, abgegeben. Nach der Saison 2013/14 verließ Brennan Toronto und schloss sich als Free Agent den New York Islanders an. Dort absolvierte er allerdings kein Pflichtspiel, ehe die Islanders im Oktober 2014 Nick Leddy von den Chicago Blackhawks erhielten und im Gegenzug Brennan, Ville Pokka und Anders Nilsson nach Chicago transferierten. Die Blackhawks gaben Brennan noch am gleichen Tage an ihr AHL-Farmteam, die Rockford IceHogs, ab. Nach einem halben Jahr in Chicago kehrte Brennan im Februar 2015 wieder nach Toronto zurück und spielt dort wieder für die Marlies; die Blackhawks erhielten im Gegenzug Spencer Abbott. In der Saison 2015/16 erhielt er zum zweiten Mal den Eddie Shore Award als bester Verteidiger der AHL und wurde erneut ins AHL First All-Star Team gewählt. Sein auslaufender Vertrag in Toronto wurde dennoch nicht verlängert, sodass er sich im Juli 2016 als Free Agent den Philadelphia Flyers anschloss. Diese setzten den Verteidiger ebenfalls in der AHL bei den Lehigh Valley Phantoms ein, sodass er am Ende der Saison zum dritten Mal ins AHL First All-Star Team berufen wurde.
Nach knapp dreieinhalb Jahren in der Organisation der Flyers wurde Brennan zur Trade Deadline im Februar 2020 an die Chicago Blackhawks abgegeben, die im Gegenzug Nathan Noel nach Philadelphia schickten. Auch die Blackhawks setzten den Verteidiger ausschließlich in der AHL bei den Rockford IceHogs ein, ehe er sich im Dezember 2020 zu einem Wechsel nach Europa entschloss und einen Vertrag beim HC Thurgau aus der zweitklassigen Schweizer Swiss League unterzeichnete. Nach der Spielzeit wechselte er zum EC Red Bull Salzburg aus der österreichischen ICE Hockey League. Nach einer Spielzeit kehrte der US-Amerikaner in die Schweiz zurück, wo er im Juni 2022 beim HC Ajoie aus der National League anheuerte. Als Gastspieler gewann Brennan mit Fribourg-Gottéron am Jahresende 2024 die 96. Auflage des traditionsreichen Spengler Cups. Nach der Saison 2024/25 verließ Brennan den HC Ajoie nach drei Spielzeiten und wechselte zum slowenischen Klub HK Olimpija Ljubljana in den Spielbetrieb der ICE Hockey League.

## Erfolge und Auszeichnungen
| - 2007 Trophée Raymond Lagacé - 2014 Teilnahme am AHL All-Star Classic - 2014 AHL First All-Star Team - 2014 Eddie Shore Award - 2015 Teilnahme am AHL All-Star Classic - 2016 Teilnahme am AHL All-Star Classic - 2016 AHL First All-Star Team | - 2016 Eddie Shore Award - 2017 Teilnahme am AHL All-Star Classic - 2017 AHL First All-Star Team - 2018 Teilnahme am AHL All-Star Classic - 2018 AHL Second All-Star Team - 2024 Spengler-Cup-Gewinn mit Fribourg-Gottéron |

## Karrierestatistik
Stand: Ende der Saison 2024/25
(Legende zur Spielerstatistik: Sp oder GP = absolvierte Spiele; T oder G = erzielte Tore; V oder A = erzielte Assists; Pkt oder Pts = erzielte Scorerpunkte; SM oder PIM = erhaltene Strafminuten; +/− = Plus/Minus-Bilanz; PP = erzielte Überzahltore; SH = erzielte Unterzahltore; GW = erzielte Siegtore; 1 Play-downs/Relegation; Kursiv: Statistik nicht vollständig)